# Finale de la Ligue des champions de l'UEFA 2018-2019
La finale de la Ligue des champions 2018-2019 est la 64e finale de la Ligue des champions de l'UEFA. Ce match de football a eu lieu le 1er juin 2019 à l'Estadio Metropolitano de Madrid, en Espagne.
La rencontre oppose Liverpool à Tottenham, qui ont respectivement éliminé le FC Barcelone et l'Ajax Amsterdam en demi-finales. Pour la première fois depuis 2008, deux clubs anglais s'affrontent en finale d'une Ligue des champions ; ces deux éditions étant les seules dans lesquels deux clubs anglais se sont retrouvés en finale avant la finale de la Ligue des Champions 2020-2021, qui oppose cette fois Chelsea à Manchester City.
Liverpool remporte la compétition pour la sixième fois de son histoire en battant Tottenham  sur le score de 2-0. 
Liverpool dispute par la suite la Supercoupe de l'UEFA 2019 contre le vainqueur de la finale de la Ligue Europa, Chelsea. Il prend également part à la Coupe du monde des clubs 2019 en tant que représentant de l'UEFA.

## Sélection de l'organisateur
Pour la première fois dans l'histoire des compétitions européennes, un système de candidatures est mis en place afin de désigner les stades recevant les finales de Ligue des champions, Ligue Europa, Ligue des champions féminines ainsi que la Supercoupe de l'UEFA,. Les candidatures sont lancées le 9 décembre 2016, les associations ont alors jusqu'au 27 janvier 2017 pour exprimer leur intérêt et jusqu'au 6 juin pour déposer leur candidature définitive. Deux associations expriment leur intérêt à l'issue de la première phase, l'Espagne et l'Azerbaïdjan, qui confirment leurs candidatures au début du mois de juin. Les deux stades candidats sont ainsi l'Estadio Metropolitano de Madrid pour l'Espagne et le Stade olympique de Bakou pour l'Azerbaïdjan.
À l'issue de l'évaluation des candidatures par l'UEFA, l'Estadio Metropolitano est finalement choisi pour accueillir la finale de la Ligue des champions le 20 septembre 2017, tandis que le stade olympique de Bakou se voit attribuer la finale de la Ligue Europa.

## Stade
L'Estadio Metropolitano est inauguré en septembre 1994. Originellement un stade d'athlétisme, il subit d'importantes rénovations entre 2011 et 2017 qui voient sa capacité passer de 20 000 à 67 000 places, dans la perspective de devenir le stade principal du club de football de l'Atlético Madrid qui y emménage durant le mois de septembre 2017.
Il s'agît de la cinquième finale de Ligue des champions organisée à Madrid après celles de 1957, 1969, 1980 et 2010, qui ont toutes été organisées au stade Santiago Bernabéu.

## Parcours des finalistes
Note : dans les résultats ci-dessous, le score du finaliste est toujours donné en premier (D : domicile ; E : extérieur).
| Rang | Équipe            | Pts | J | G | N | P | Bp | Bc | Diff |
| ---- | ----------------- | --- | - | - | - | - | -- | -- | ---- |
| 1    | FC Barcelone      | 14  | 6 | 4 | 2 | 0 | 14 | 5  | +9   |
| 2    | Tottenham Hotspur | 8   | 6 | 2 | 2 | 2 | 9  | 10 | -1   |
| 3    | Inter Milan       | 8   | 6 | 2 | 2 | 2 | 6  | 7  | -1   |
| 4    | PSV Eindhoven     | 2   | 6 | 0 | 2 | 4 | 6  | 13 | -7   |

| Rang | Équipe                   | Pts | J | G | N | P | Bp | Bc | Diff |
| ---- | ------------------------ | --- | - | - | - | - | -- | -- | ---- |
| 1    | Paris Saint-Germain      | 11  | 6 | 3 | 2 | 1 | 17 | 9  | +8   |
| 2    | Liverpool FC             | 9   | 6 | 3 | 0 | 3 | 9  | 7  | +2   |
| 3    | SSC Naples               | 9   | 6 | 2 | 3 | 1 | 7  | 5  | +2   |
| 4    | Étoile rouge de Belgrade | 4   | 6 | 1 | 1 | 4 | 5  | 17 | -12  |

## Feuille de match
| Tottenham ·         |                    |     |
| Titulaires :        |                    |     |
|                     |                    |     |
| 01                  | Hugo Lloris        |     |
| 03                  | Danny Rose         |     |
| 05                  | Jan Vertonghen     |     |
| 04                  | Toby Alderweireld  |     |
| 02                  | Kieran Trippier    |     |
| 08                  | Harry Winks        | 66e |
| 17                  | Moussa Sissoko     | 74e |
| 07                  | Son Heung-min      |     |
| 23                  | Christian Eriksen  |     |
| 20                  | Dele Alli          | 81e |
| 10                  | Harry Kane         |     |
|                     |                    |     |
| Remplaçants :       |                    |     |
| 13                  | Michel Vorm        |     |
| 22                  | Paulo Gazzaniga    |     |
| 06                  | Davinson Sánchez   |     |
| 16                  | Kyle Walker-Peters |     |
| 21                  | Juan Foyth         |     |
| 24                  | Serge Aurier       |     |
| 33                  | Ben Davies         |     |
| 11                  | Erik Lamela        |     |
| 12                  | Victor Wanyama     |     |
| 15                  | Eric Dier          | 74e |
| 27                  | Lucas Moura        | 66e |
| 18                  | Fernando Llorente  | 81e |
|                     |                    |     |
| Entraîneur :        |                    |     |
| Mauricio Pochettino |                    |     |

| Liverpool ·   |                         |     |
| Titulaires :  |                         |     |
|               |                         |     |
| 13            | Alisson                 |     |
| 26            | Andrew Robertson        |     |
| 04            | Virgil van Dijk         |     |
| 32            | Joël Matip              |     |
| 66            | Trent Alexander-Arnold  |     |
| 05            | Georginio Wijnaldum     | 62e |
| 03            | Fabinho                 |     |
| 14            | Jordan Henderson        |     |
| 10            | Sadio Mané              | 90e |
| 09            | Roberto Firmino         | 58e |
| 11            | Mohamed Salah           |     |
|               |                         |     |
| Remplaçants : |                         |     |
| 22            | Simon Mignolet          |     |
| 62            | Caoimhín Kelleher       |     |
| 06            | Dejan Lovren            |     |
| 12            | Joe Gomez               | 90e |
| 18            | Alberto Moreno          |     |
| 07            | James Milner            | 62e |
| 20            | Adam Lallana            |     |
| 21            | Alex Oxlade-Chamberlain |     |
| 23            | Xherdan Shaqiri         |     |
| 15            | Daniel Sturridge        |     |
| 24            | Rhian Brewster          |     |
| 27            | Divock Origi            | 58e |
|               |                         |     |
| Entraîneur :  |                         |     |
| Jürgen Klopp  |                         |     |

| Tottenham ·         |                    |     |
| Titulaires :        |                    |     |
|                     |                    |     |
| 01                  | Hugo Lloris        |     |
| 03                  | Danny Rose         |     |
| 05                  | Jan Vertonghen     |     |
| 04                  | Toby Alderweireld  |     |
| 02                  | Kieran Trippier    |     |
| 08                  | Harry Winks        | 66e |
| 17                  | Moussa Sissoko     | 74e |
| 07                  | Son Heung-min      |     |
| 23                  | Christian Eriksen  |     |
| 20                  | Dele Alli          | 81e |
| 10                  | Harry Kane         |     |
|                     |                    |     |
| Remplaçants :       |                    |     |
| 13                  | Michel Vorm        |     |
| 22                  | Paulo Gazzaniga    |     |
| 06                  | Davinson Sánchez   |     |
| 16                  | Kyle Walker-Peters |     |
| 21                  | Juan Foyth         |     |
| 24                  | Serge Aurier       |     |
| 33                  | Ben Davies         |     |
| 11                  | Erik Lamela        |     |
| 12                  | Victor Wanyama     |     |
| 15                  | Eric Dier          | 74e |
| 27                  | Lucas Moura        | 66e |
| 18                  | Fernando Llorente  | 81e |
|                     |                    |     |
| Entraîneur :        |                    |     |
| Mauricio Pochettino |                    |     |

| Liverpool ·   |                         |     |
| Titulaires :  |                         |     |
|               |                         |     |
| 13            | Alisson                 |     |
| 26            | Andrew Robertson        |     |
| 04            | Virgil van Dijk         |     |
| 32            | Joël Matip              |     |
| 66            | Trent Alexander-Arnold  |     |
| 05            | Georginio Wijnaldum     | 62e |
| 03            | Fabinho                 |     |
| 14            | Jordan Henderson        |     |
| 10            | Sadio Mané              | 90e |
| 09            | Roberto Firmino         | 58e |
| 11            | Mohamed Salah           |     |
|               |                         |     |
| Remplaçants : |                         |     |
| 22            | Simon Mignolet          |     |
| 62            | Caoimhín Kelleher       |     |
| 06            | Dejan Lovren            |     |
| 12            | Joe Gomez               | 90e |
| 18            | Alberto Moreno          |     |
| 07            | James Milner            | 62e |
| 20            | Adam Lallana            |     |
| 21            | Alex Oxlade-Chamberlain |     |
| 23            | Xherdan Shaqiri         |     |
| 15            | Daniel Sturridge        |     |
| 24            | Rhian Brewster          |     |
| 27            | Divock Origi            | 58e |
|               |                         |     |
| Entraîneur :  |                         |     |
| Jürgen Klopp  |                         |     |